# بروس إتش مان
بروس إتش مان (بالإنجليزية: Bruce Mann)‏ هو محامي أمريكي، ولد في 27 أبريل 1950 في كامبريدج في الولايات المتحدة.